# 罗文 (1913年)
罗文（1913年4月28日—1996年），本名罗文波，男，热河凌源四官营子乡小房申村人，中国人民解放军开国少将。

## 生平
祖父从山西省榆次罗家庄闯关东。父亲经商有成，在凌源县城安家。
15岁时考入凌源县公立初级中学。以优异成绩考入长春高级师范学校。1933年冬，考取满洲国第二批官费补助留日生。1934年4月入东京成城学校留学生部补习日语，准备投靠日本陆军士官学校，学军救国。经同学中共党员王岳石（1914-1994，日本陆士学校肆业，中国人民解放军开国大校。历任中国人民解放军炮兵学院教育长、旅大警备区副参谋长）介绍，秘密参加共产党外围组织“东北青年解放社”。1935年春奉王岳石派遣回国考取奉天军官学校。后再度赴日在东京大学经济系（另说日本法政大学）留学。
七七事变爆发后，王岳石与罗文均放弃在日学业，回国投奔延安。先后在安吴青训班、抗大四期任第5大队军事干事、抗大训练部军事助理员、抗大三期“东北干部队”副队长。1938年5月加入中国共产党。1940年5月，“东干队”队长张学思、政委高存信、副队长罗文率领84名队员离开延安，奔赴晋察冀边区。晋察冀军区司令员聂荣臻安排他们到冀中军区工作。罗文任冀中军区司令部“队训科”参谋、股长、副科长。1942年冀中五一大扫荡，罗文协助吕正操司令员、沙克参谋长指挥作战。罗文在“掌史突围”战斗中，第二次作战会议结束后，罗文准备到主力27团阵地上去看一看，出屋刚走到院里，一发迫击炮弹在首长们所在的正房房檐上爆炸。一时间屋里尘土飞扬，呛得人什么也看不见，忽听得外头有人喊：“罗科长受伤了。”出门一看，罗文头上、肩上全是血，伤势很重的样子。大家连忙跑过去为他包扎。罗文自觉伤重，当即言明手表送给某人，钢笔送给某人，并高喊“共产党万岁!”后来，军医赶来，说血流得虽多，但伤势不重，无生命危险，大家才松了一口气。后来突围时，吕正操司令员还特别交待，要给罗文骑马，一定安全带出。后任冀中主力十七团参谋长。1942年7月，冀东军分区东北工作委员会成立，任军事科长。1943年6月任冀东军分区第七区队队长，1943年底任凌（源）青（龙）绥（中）联合县工委书记兼第七区队政委，独当一面深入伪满热河省腹地也是其家乡，开辟抗日游击区。罗文在审干《自传》中回忆：“部队在东北严寒期四十多天未进过村庄，挨饿，吃野菜、杏仁”，“逐山头、逐山沟、逐村、逐户的斗争，极端残酷、错综复杂。”罗文指挥了攻克青龙县周仗子金矿、收编青龙县钓鱼台乡周子峰自卫团、坚持长城沿线千里无人区反“集家并村”斗争，成功开辟了凌青绥抗日游击根据地。第七区队5个连600多人被群众称为“罗文部队”。冀热辽军区司令李运昌1945年4月1日发表的《屹立在敌后之敌后的冀热辽抗日根据地》中称，部队信赖罗文是“会打仗的知识分子”，地方拥戴罗文是“会做政治工作的部队首长”。 
抗战胜利后，冀热辽军区第十六军分区副参谋长罗文任冀热辽挺进东北东路纵队先遣队队长，提前2天于8月27日带领冀东十二团五连，携电台从台头营向关外进发，沿北宁铁路搜寻、联络苏联红军。在绥中的公路上，拦住两辆拖着火炮的苏军卡车，递上事先写好的八路军慰问信，苏军带队少校自称是外贝加尔方面军第十七集团军侦察营长伊万诺夫，带罗文到绥中县城的苏军指挥部。在罗文争取下，苏军首长同意前往山海关方向与第十六军分区司令员曾克林会面，并出动炮火配合曾克林部八路军攻打日伪军拒守的山海关。在锦州，罗文给日军和伪满军上层军官中的军校同学发出多封劝降信，争取了北宁线日伪2个旅7000余人投降。罗文与驻锦州苏军上校指挥员协商共管锦州地区14个县，第十六军分区参谋长王珩留在锦州成立卫戍司令部。1945年9月5日凌晨，第十六军分区司令员曾克林、副政委兼政治部主任唐凯、副参谋长罗文率领2000多名八路军乘坐一列40节的火车开进沈阳站。罗文联系到苏军沈阳卫戍司令卡夫通少将、政治副司令克拉夫钦科中校，经曾克林、唐凯与苏军会谈，征得苏军同意部队驻守沈阳故宫东面的小河沿的一所师范学校。9月6日，16军分区司令部搬进原伪满沈阳市政府大楼，政治部搬进原日本宪兵司令部，部队仍驻小河沿。9月7日，苏军近卫坦克第6集团军司令安德烈·格奥尔基耶维奇·克拉夫申科坦克兵上将、军事委员图马尼扬中将会见并宴请了曾克林、唐凯、罗文，称“已经接到莫斯科的电报啦，知道你们确实是毛泽东、朱德的部队，是中国的八路军”，建议曾克林部以东北人民自治军沈阳卫戍司令部名义活动。曾克林任司令员，唐凯任政委，张化东任副司令，罗文任参谋长，汤从列任政治部主任。冀东第十六军分区派出部队分5路到辽宁各地解决日、伪残余、接管敌伪政权。一路到辽阳、鞍山、营口方向；一路到本溪、安东地区；一路到抚顺、清原、梅河口一带；一路到铁岭、开原、四平等地；一路到郑家屯、白城子地区，3个月发展到10万人。罗文利用在伪满军校与留日同学关系，争取了一批旧军官，解除了沈阳军警宪特1.5万人武装。罗文兼任本溪卫戍司令时，争取了日本技术留用人员，组建了东北航校、炮兵旅、坦克团。
第二次国共内战时期曾任辽东军区司令部参谋处处长、东北军政大学辽东分校副校长、东北民主联军第三纵队副参谋长、第四纵队副参谋长、第五纵队副参谋长、第42军副参谋长。1949年3月调任第四野战军后勤部参谋长，为保障百万大军南下，成立天津留守站和6个后勤分部，拆除东北的5条铁路以保障天津-徐州-郑州-信阳铁路通车。1949年12月，林彪派罗文从武汉带一批后勤干部（100余人）到广东，靠前组织指挥海南岛战役后勤保障。
1950年任中国人民解放军总后勤部计划处处长，高级后勤学校教育长。朝鲜战争时期任中国人民志愿军后方勤务司令部参谋处处长、副参谋长（未设参谋长，实际主持后司直至停战）。从朝鲜战场回国后任中国人民解放军总后勤部检查局局长，总后勤部汽车拖拉机管理部（1960年4月改称车管部、1960年9月改称运输部）副部长（1955.5---1960.10.1）。1963年2月-1969年8月23日任总后运输部部长。文革开始后，总后党委向军事医学科学院派遣工作组，任副组长。1969年8月23日总后运输部撤销，其汽车、陆军船舶装备管理业务部分与总参装备部合并组建总后装备部，部长封永顺，罗文任副部长至1975年3月。
获朝鲜二级国旗勋章、二级自由独立勋章。获二级独立自由勋章、二级解放勋章、独立功勋荣誉章。1964年晋升少将军衔。

## 家庭
儿子罗志军，曾任中共江苏省委书记、江苏省人大常委会主任。